# Peter Lely
Sir Peter Lely, född Pieter van der Faes 14 september 1618 i Soest i Westfalen, död 30 november 1680 i London, var en engelsk målare av nederländskt ursprung. Han utsågs till kunglig hovmålare vid det engelska hovet under kung Karl II:s regeringstid och är berömd för sina porträtt av den engelska aristokratin.

## Biografi
Lely föddes till nederländska föräldrar i den historiska regionen Westfalen, där hans far var en officer i den brandenburgska armén. Lely studerade måleri i Haarlem. Han påstås ha tagit efternamnet "Lely" från en utsmyckning i form av en heraldisk lilja som prydde husgaveln på den byggnad i Haag där hans far föddes.

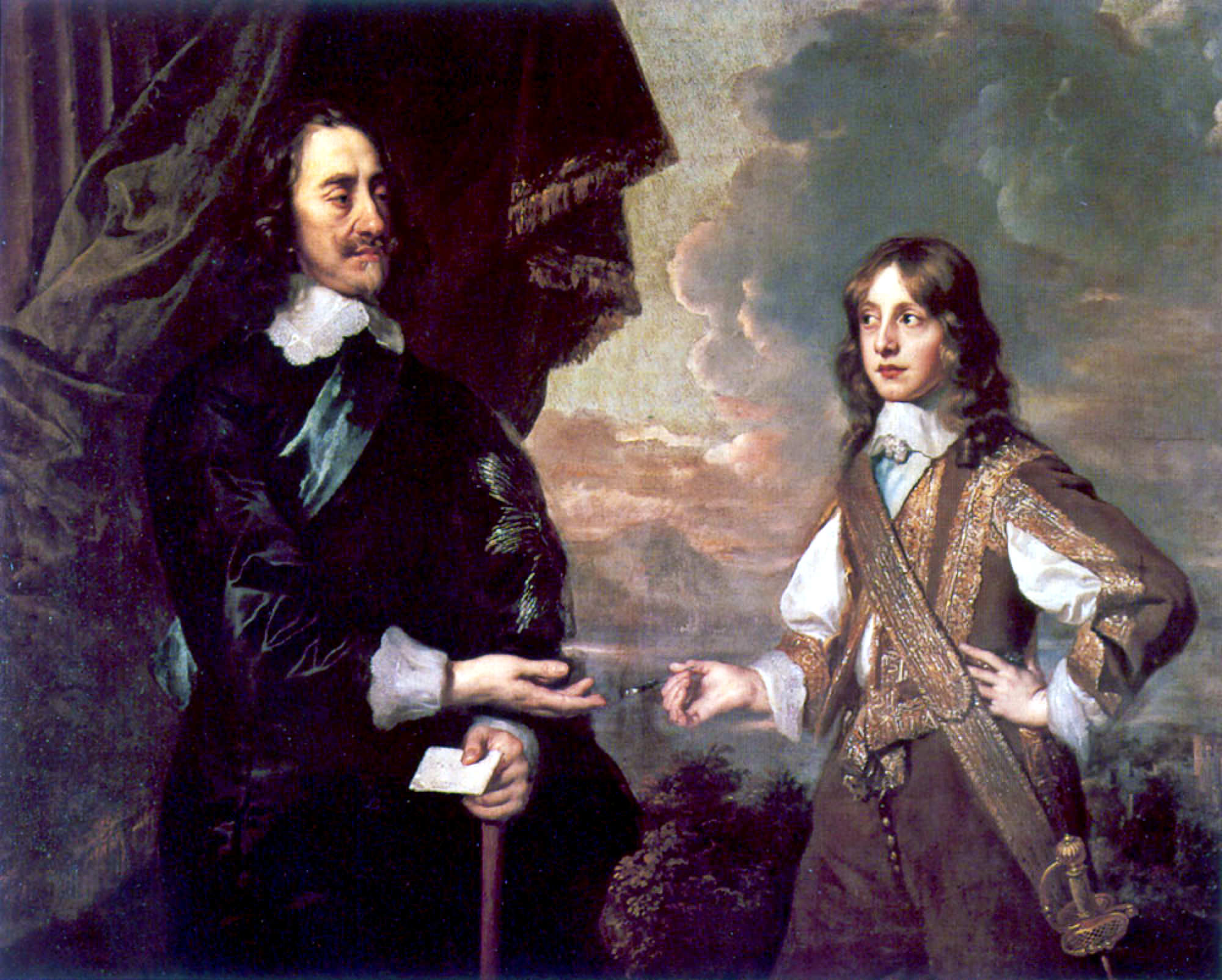
Kung Karl I av England och Hertigen av York av Peter Lely, 1647

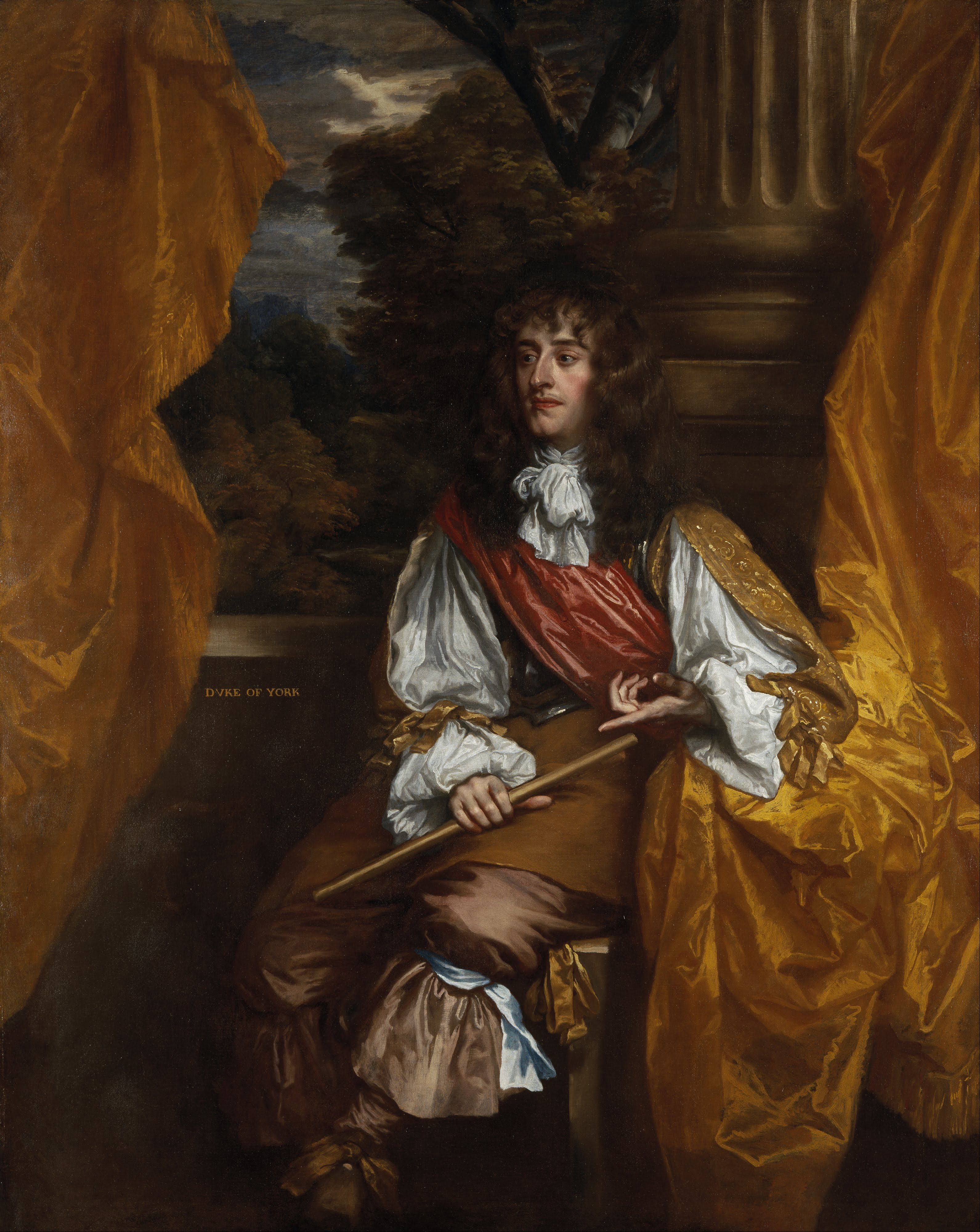
Kung Jakob II av England, då hertig av York, av Peter Lely, 1661

Lely kom till England omkring 1643. Hans tidiga verk från tiden i England föreställer huvudsakligen mytologiska och religiösa motiv, influerade av nederländskt barockmåleri. Inte långt efter sin ankomst till England attraherade Lely emellertid hovets uppmärksamhet. Han fick i uppdrag att porträttera kung Karl I och prins Jakob, hertig av York, sedermera kung Jakob II av England. Därefter målade han i huvudsak porträtt av medlemmar ur den engelska kungafamiljen och aristokratin. Lely hämtade konstnärlig inspiration från Sir Anthony van Dyck och övertog dennes plats som Englands mest moderiktiga porträttmålare. van Dyck hade utsetts till kunglig hovmålare under Karl I:s regeringstid och avled 1641. Lely efterträdde van Dyck som kunglig hovmålare 1661 och innehade ämbetet till sin död 1680. Han adlades 1679.
Lely utförde flera porträttserier. Windsor Beauties utgörs av tio porträtt av engelska hovdamer och kunde tidigare beskådas på Windsor Castle, men numera på Hampton Court Palace. Lelys porträttserie Flagmen of Lowestoft omfattar porträtt föreställande tolv av de engelska amiraler och kaptener som överlevde det andra engelsk-nederländska kriget. Majoriteten av dessa porträtt kan beskådas på National Maritime Museum i Greenwich. Bland nordiska museer inrymmer Kunstmuseet i Köpenhamn ett damporträtt av Lely. Han är även representerad vid Hallwylska museet och Nationalmuseum i Stockholm.
Lely var en hängiven konstsamlare. I hans samling ingick verk av storheter som Veronese, Tizian, Claude Lorrain och Peter Paul Rubens. 

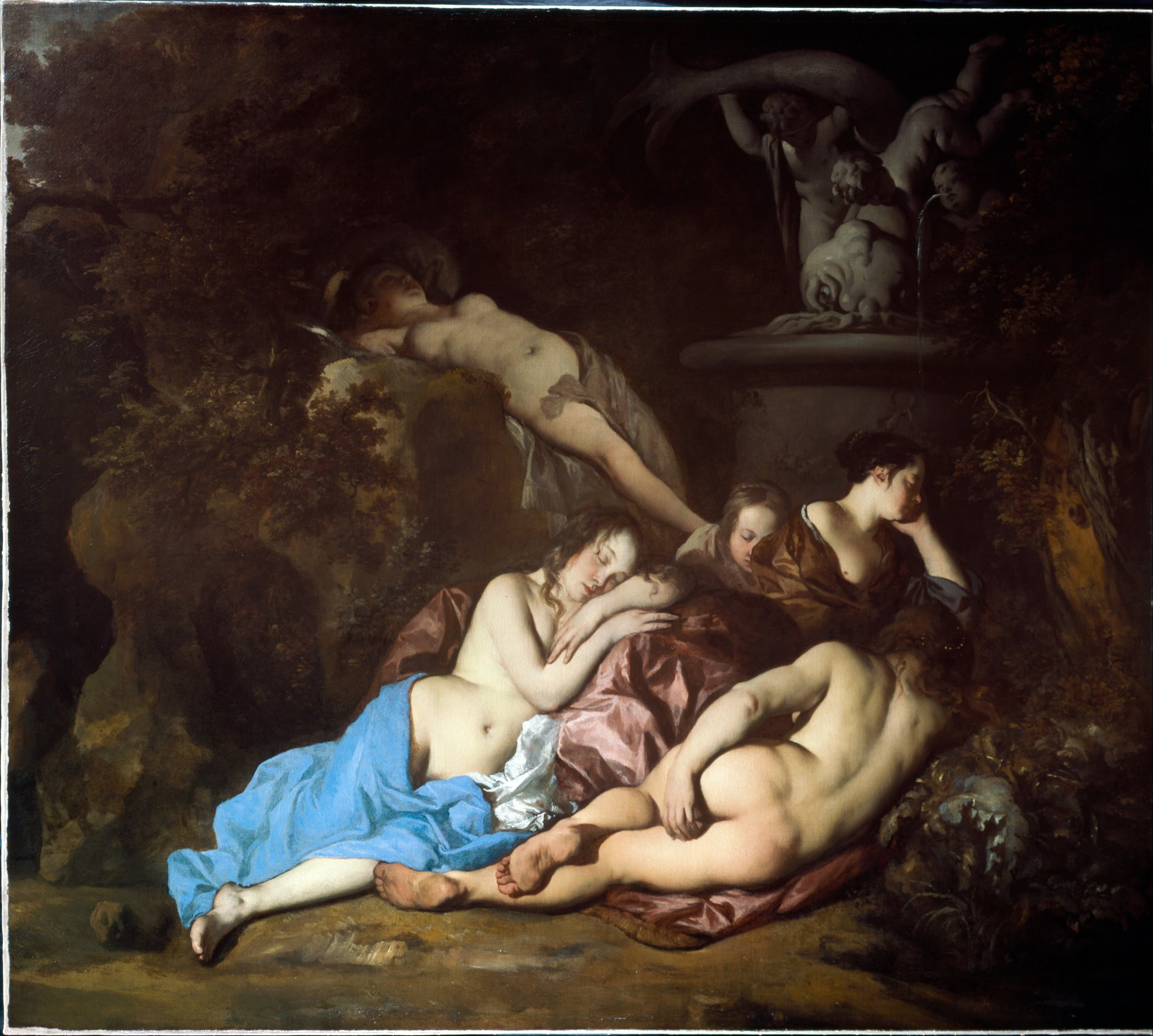
Nymphs by a Fountain av Peter Lely, 1650-tal

Han undervisade konstnärerna John Greenhill och Willem Wissing i måleri.

## Galleri i urval

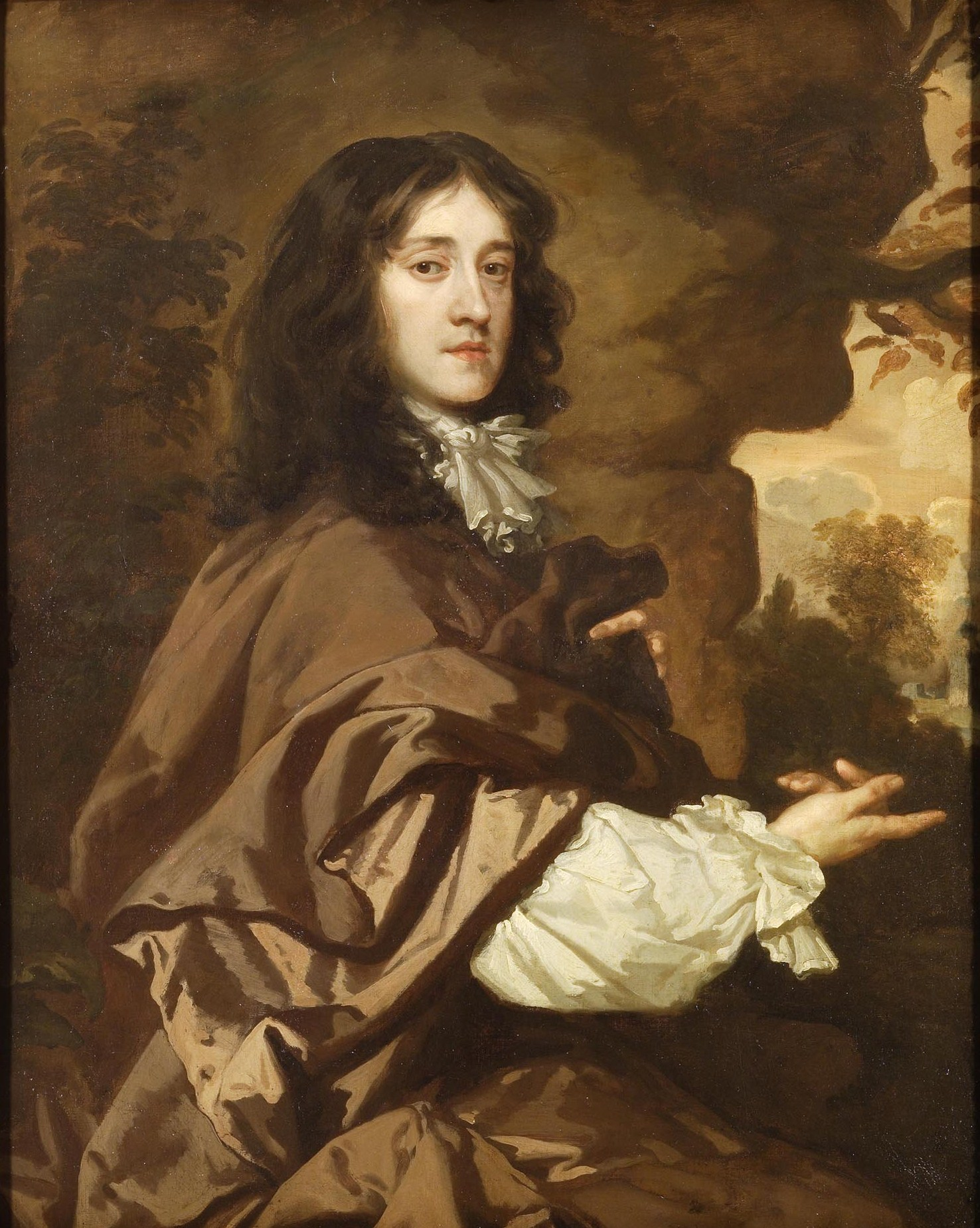
Sir Robert Worsley, 3:e baronet, okänt datum
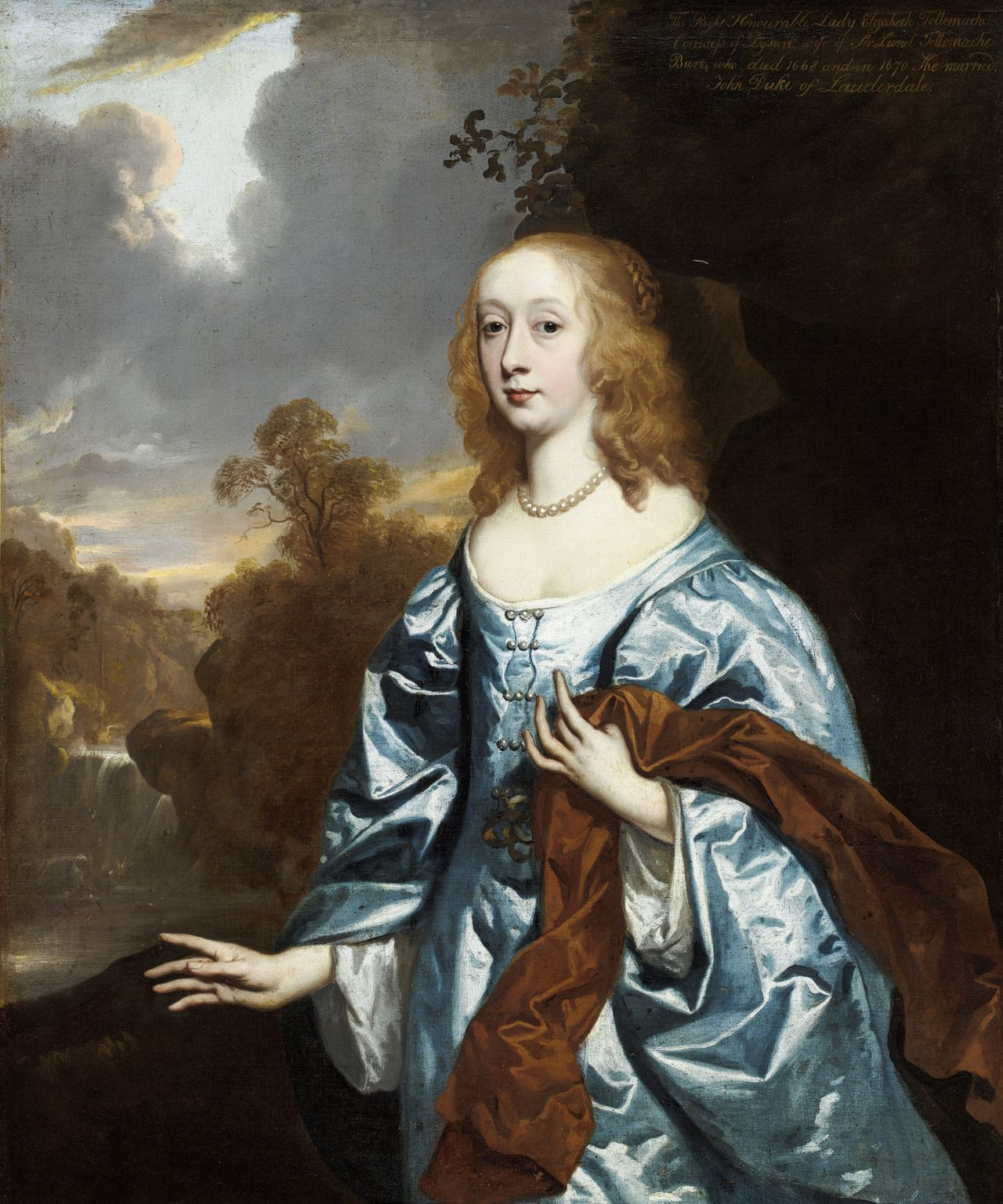
Elizabeth Murray, grevinna av Dysart, senare hertiginna av Lauderdale, 1648–49
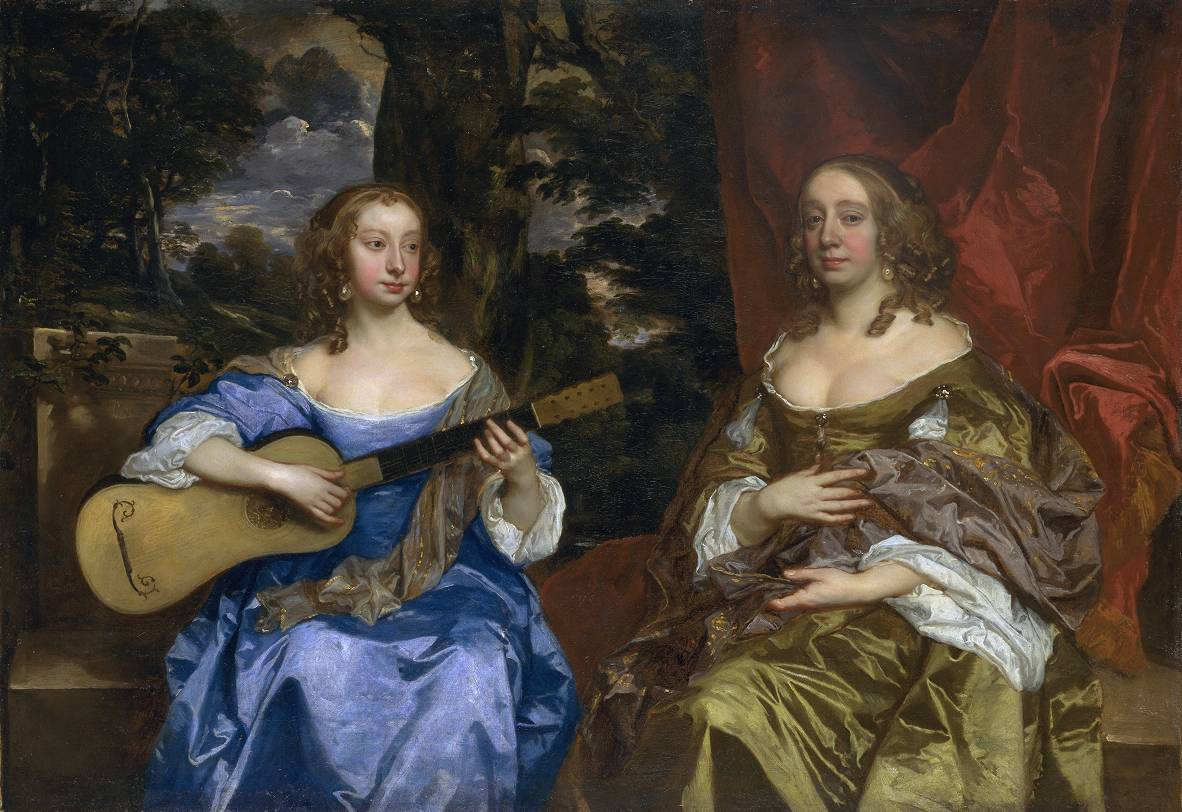
Två damer ur familjen Lake, c. 1650
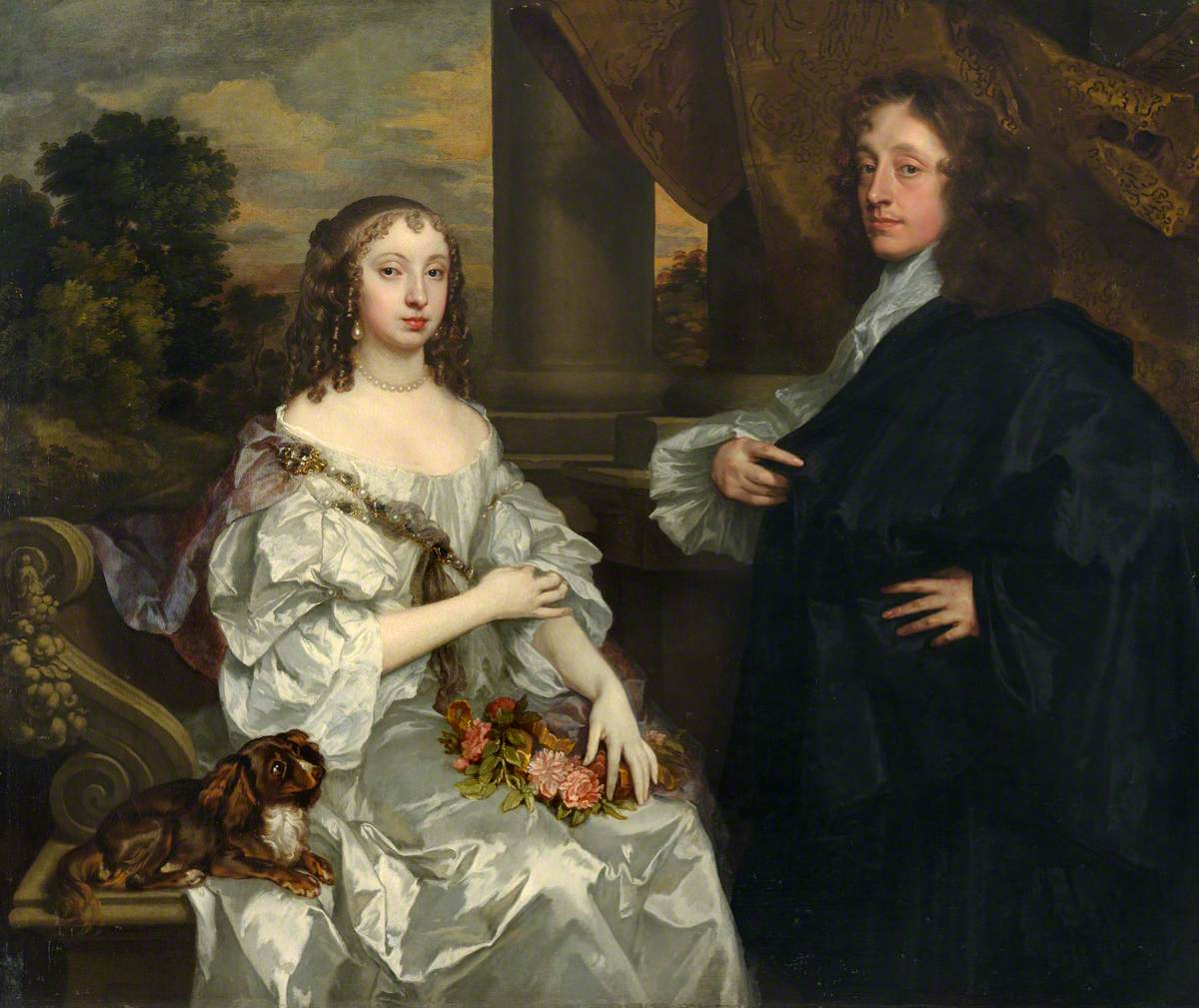
Sir Thomas Fanshawe av Jenkins och hans hustru, Margaret, 1659
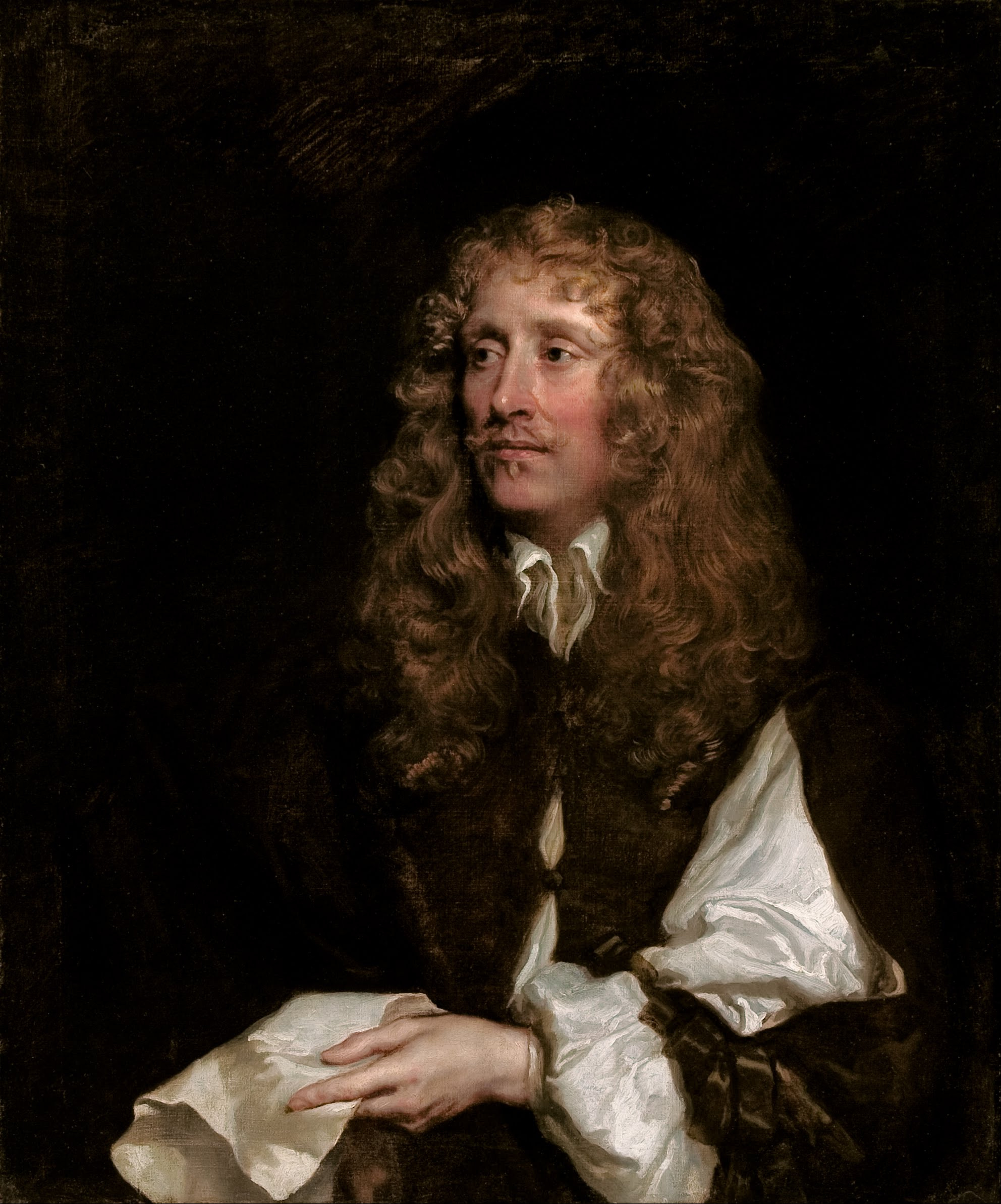
Porträtt av en man, sannolikt George Booth, Lord Delamere, c. 1660
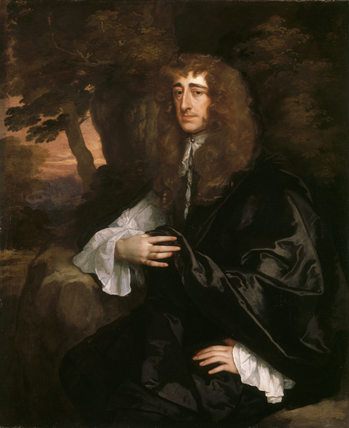
Charles Brune av Athelhampton, c. 1660–65
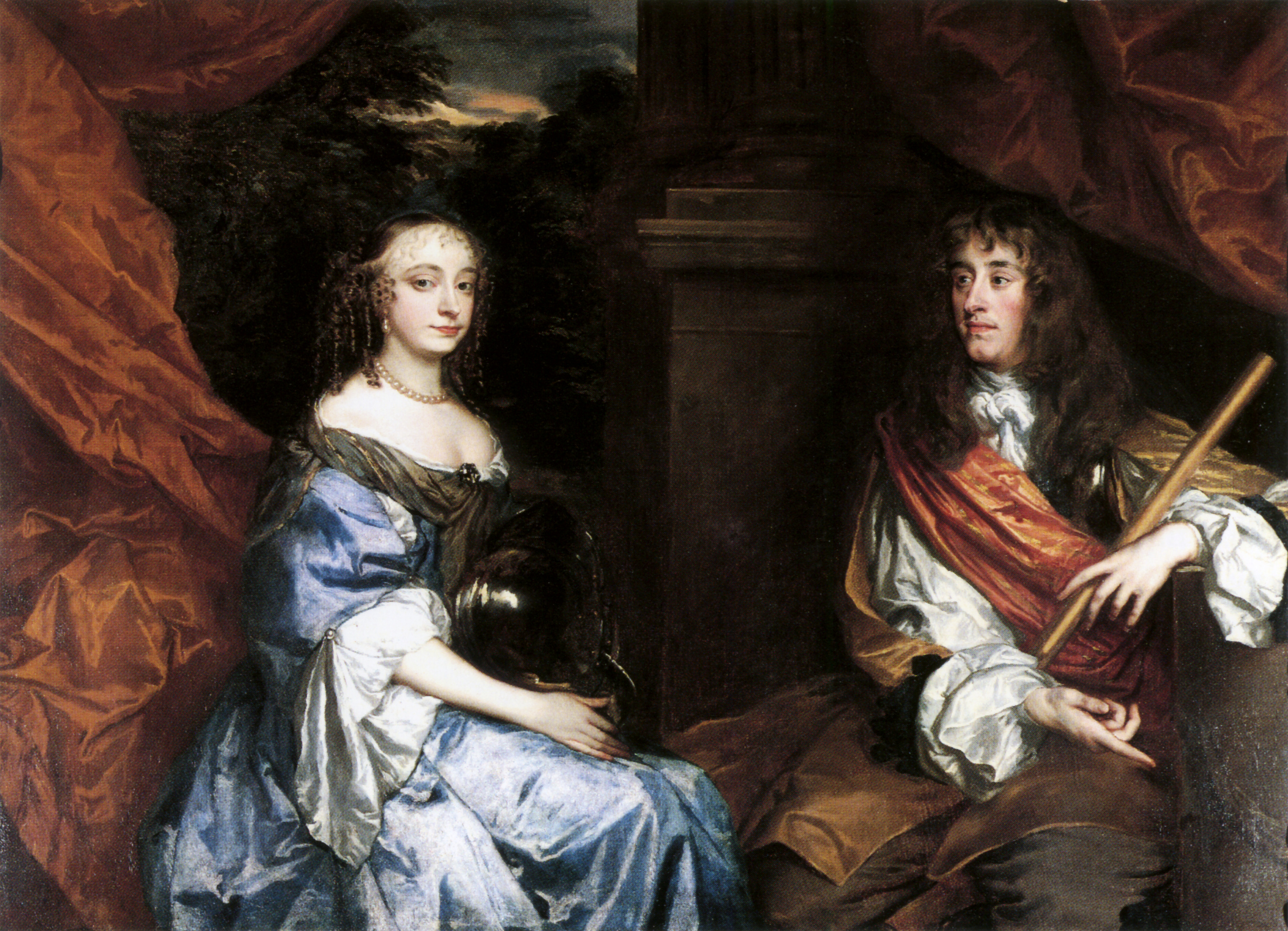
Kung Jakob II av England, då hertig av York, och Anne Hyde, 1660–1670
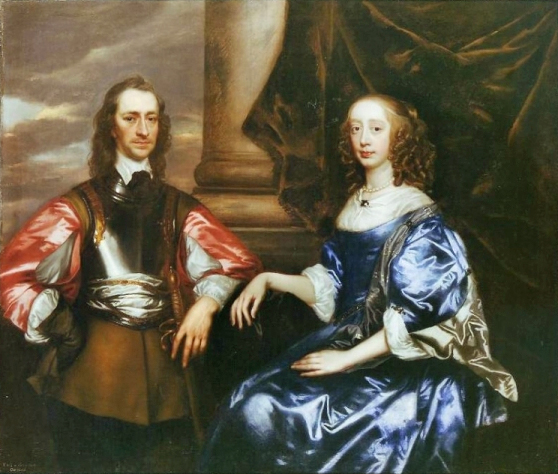
Greven och grevinnan av Oxford, c. 1660–70
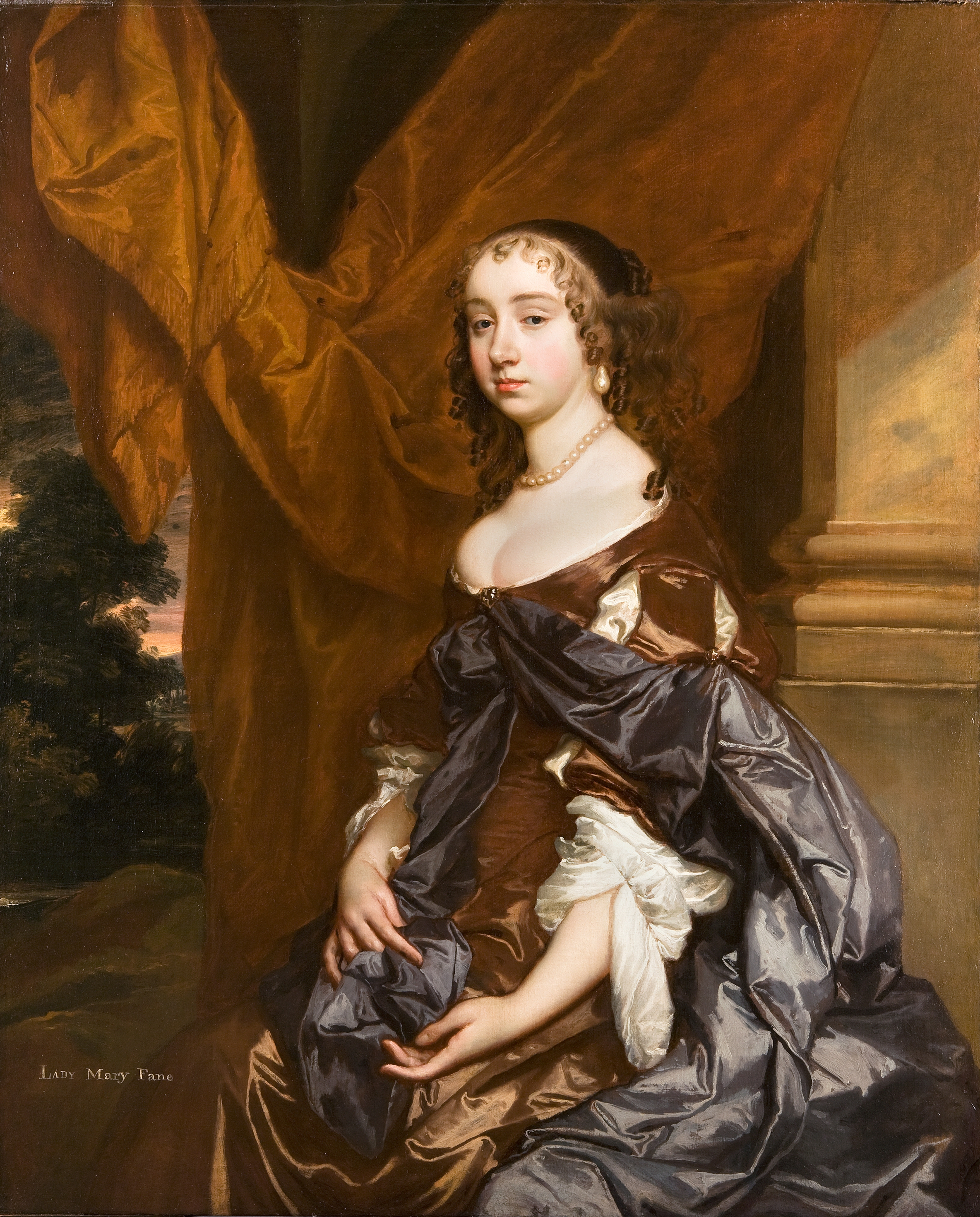
Lady Mary Fane, c. 1660–70
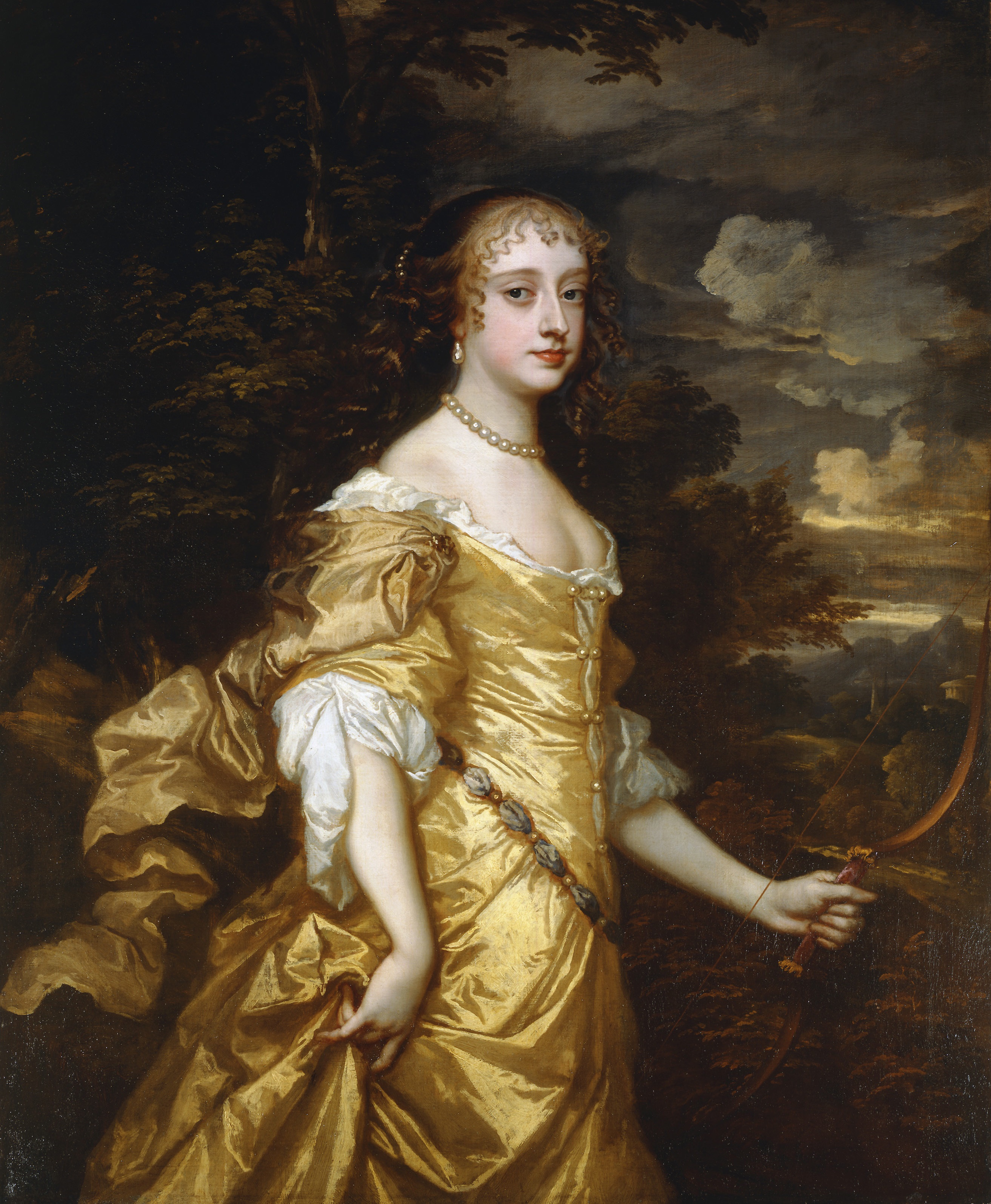
Frances Stuart, hertiginna av Richmond, som Diana, c. 1662 – en av "the Windsor Beauties"
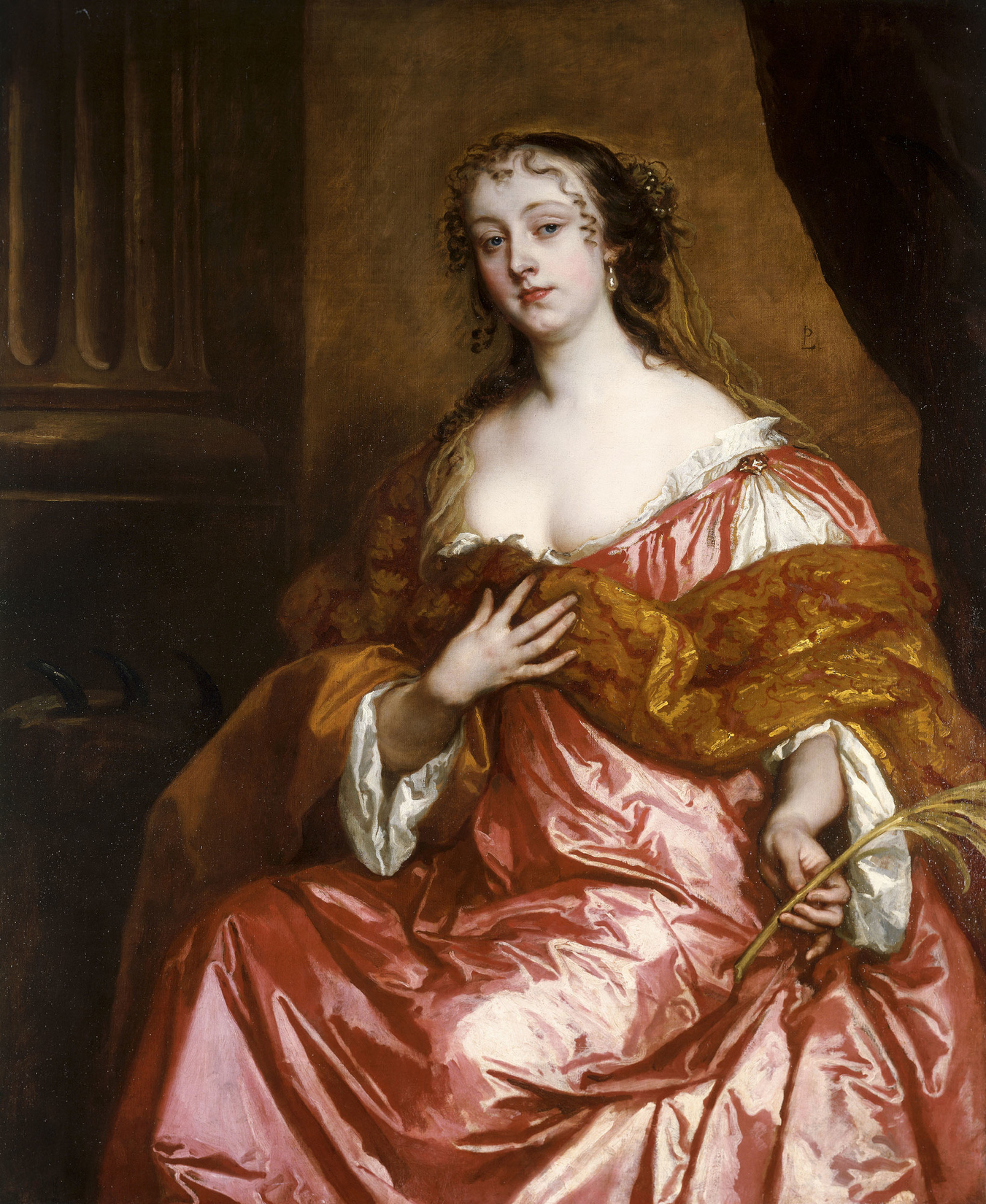
Elizabeth Hamilton, grevinna av Gramont, c. 1663 – en av "the Windsor Beauties"
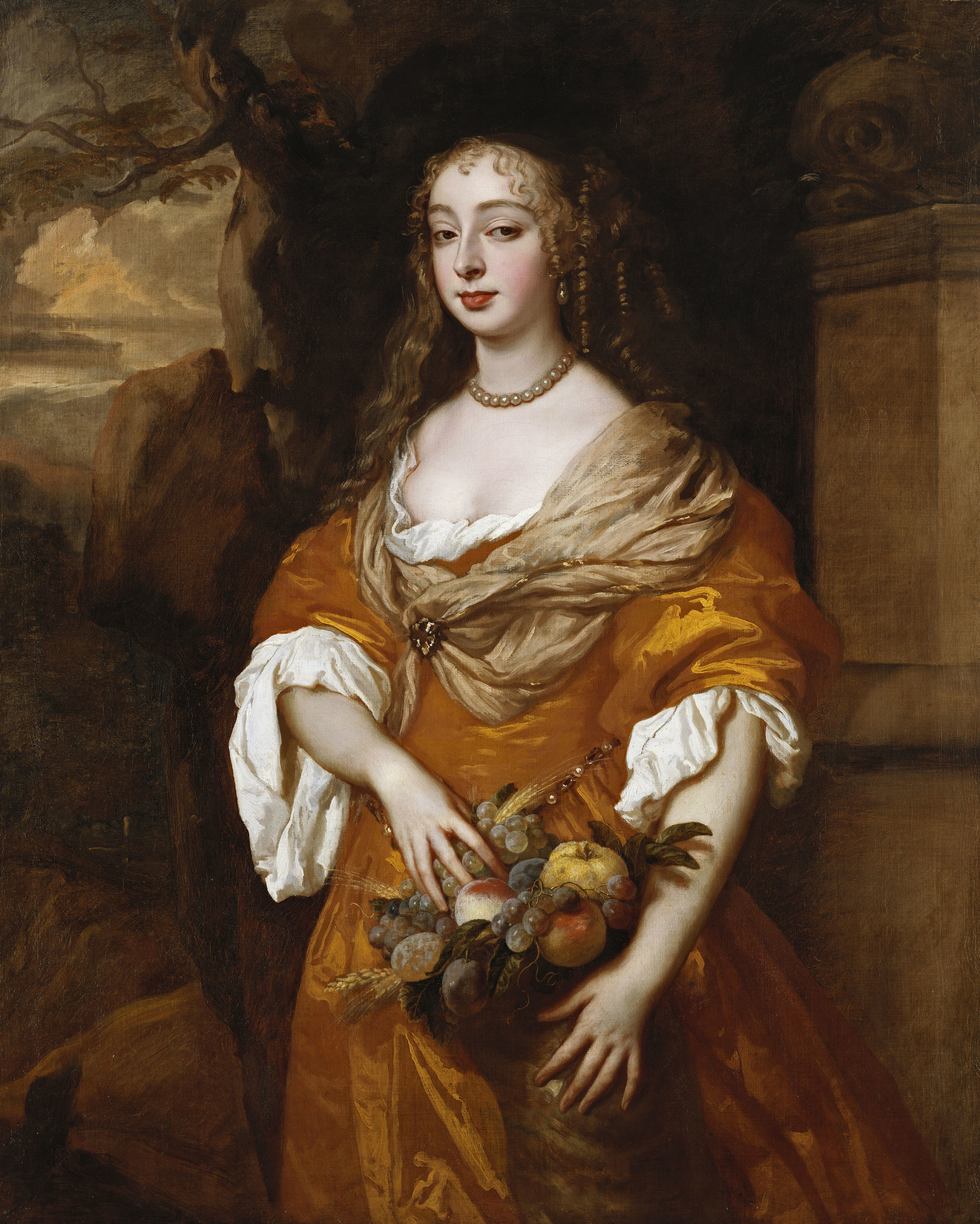
Jane Needham, Mrs Myddleton, c. 1663–65 – en av "the Windsor Beauties"
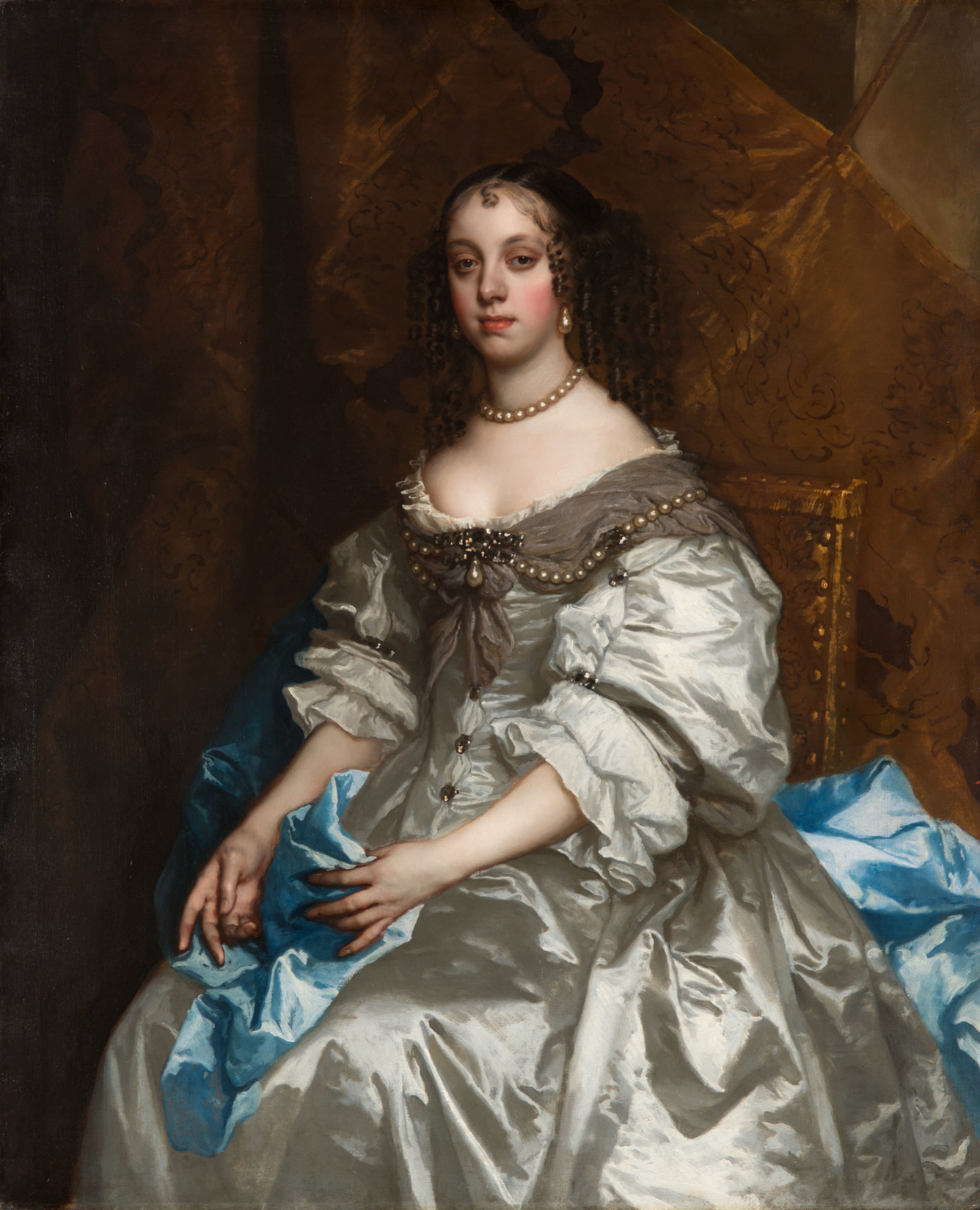
Katarina av Bragança, drottning av England, 1663–65
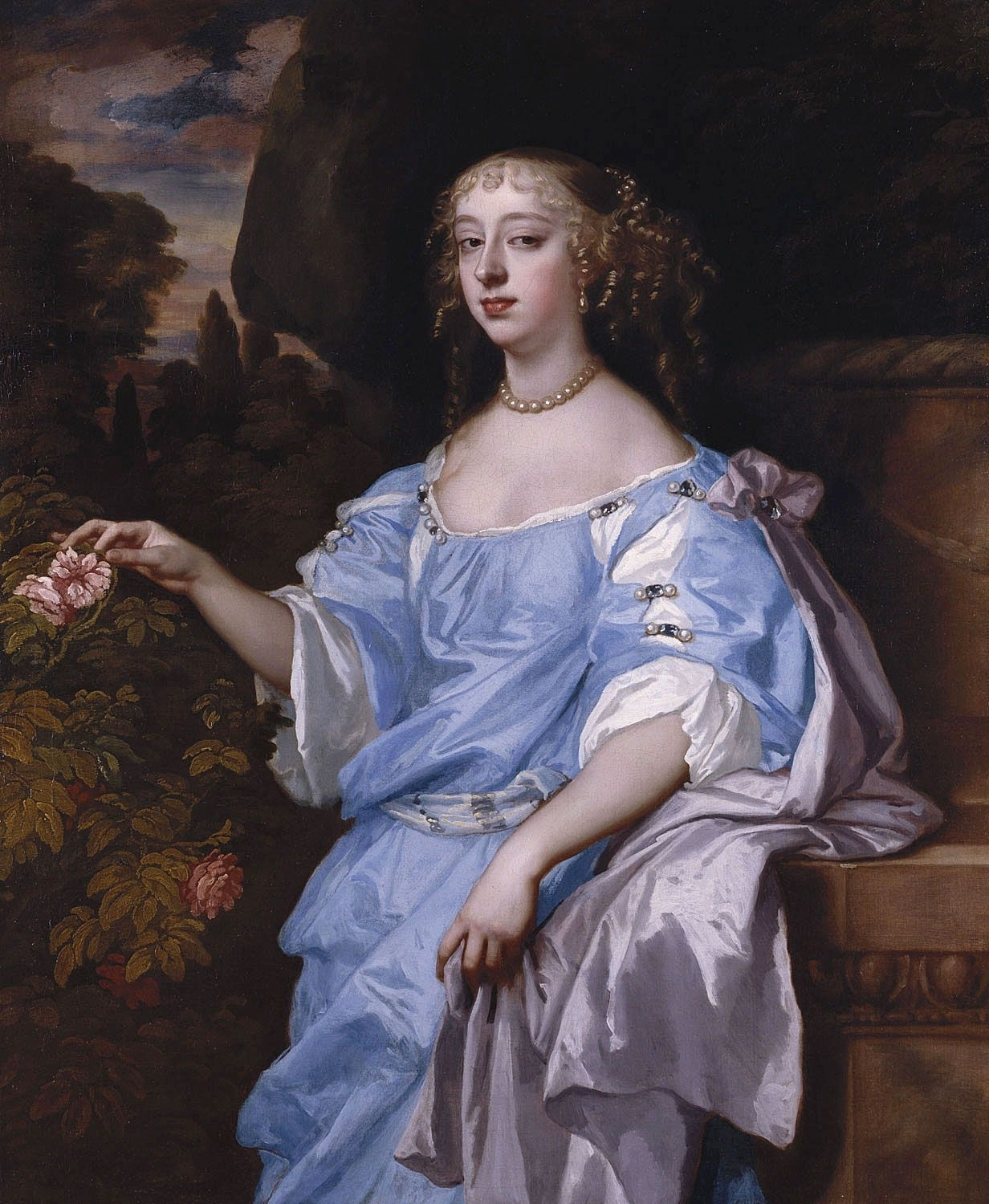
Henrietta Hyde, grevinna av Rochester, c. 1665 – en av "the Windsor Beauties"
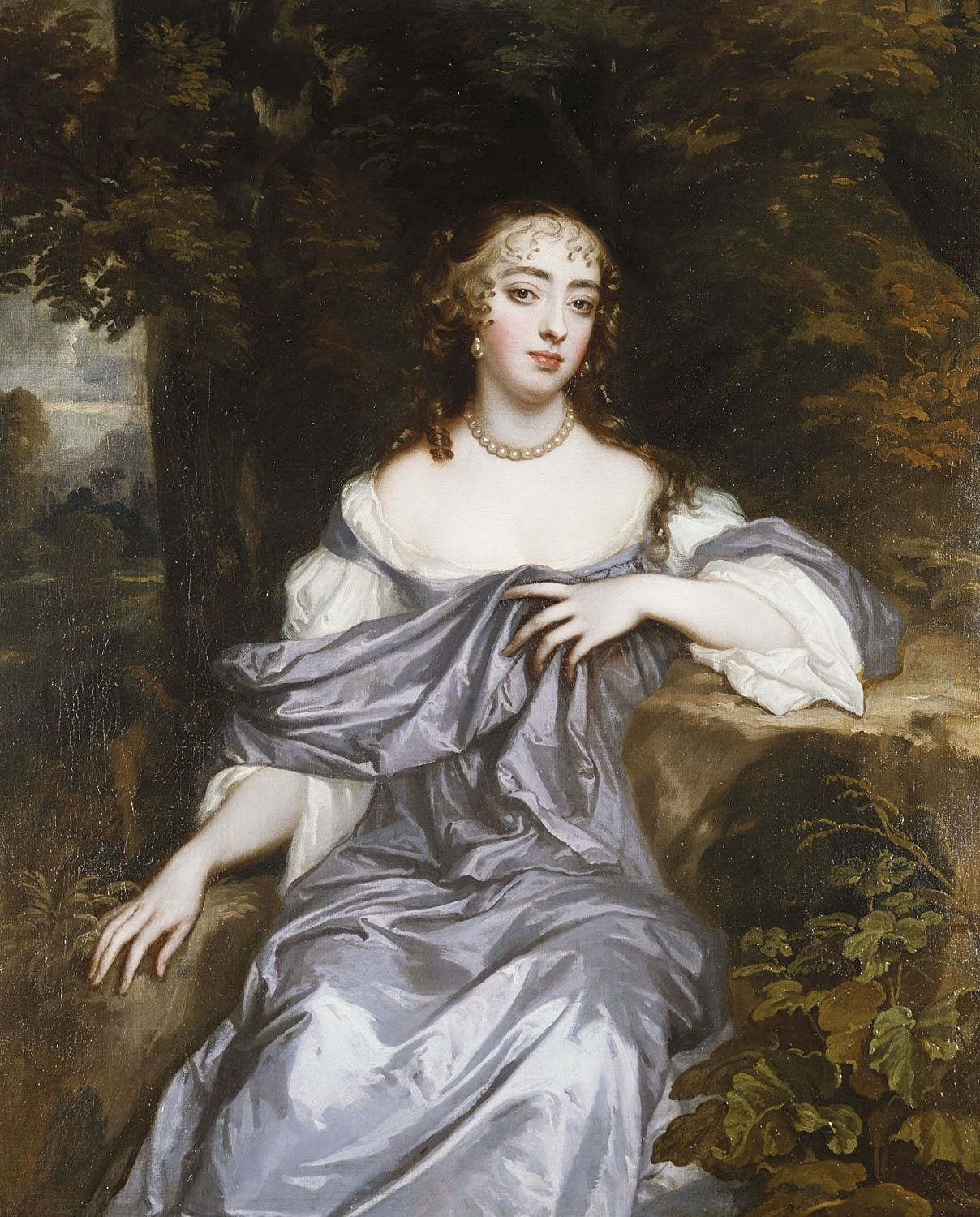
Frances Brooke, Lady Whitmore, c. 1665 – en av "the Windsor Beauties"
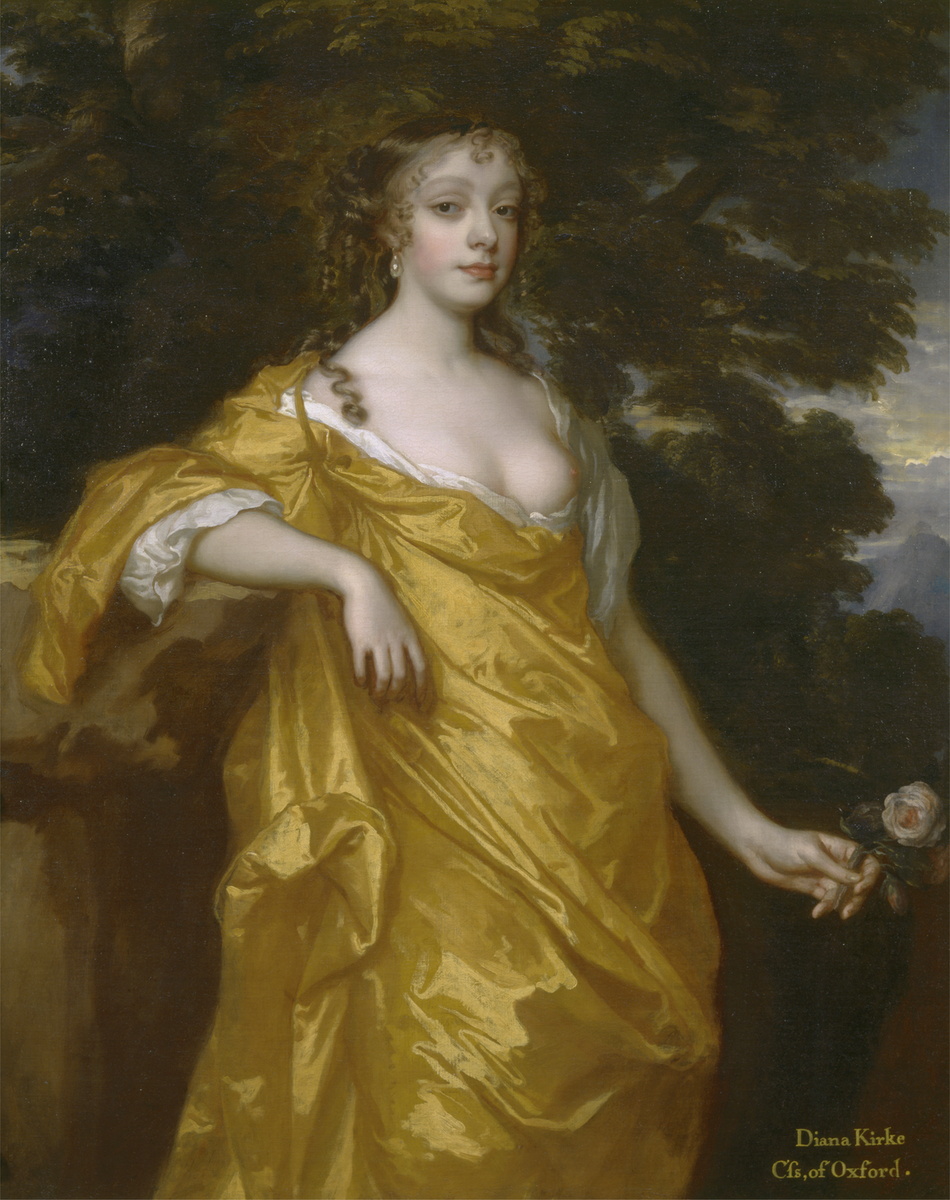
Diana Kirke, senare grevinna av Oxford, c. 1665
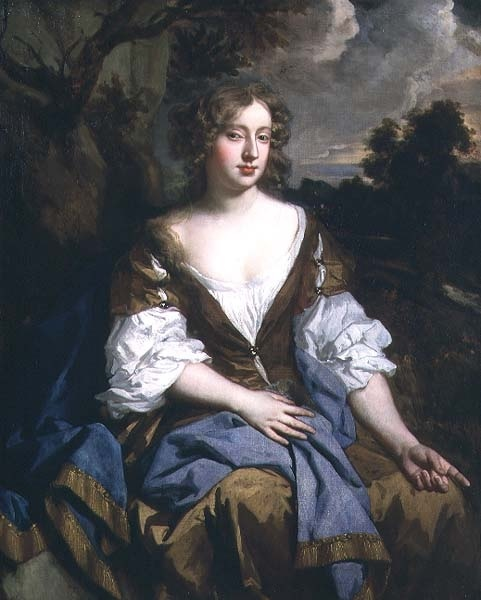
Mary "Moll" Davis, c. 1665
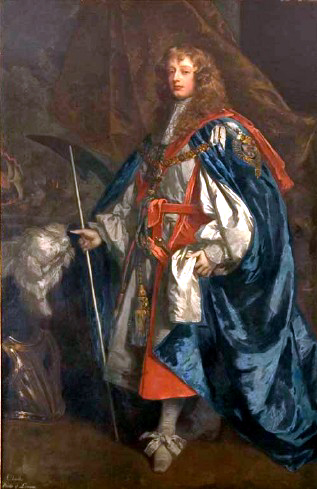
Charles Stewart, 3:e hertig av Richmond och 6:e hertig av Lennox, c. 1668
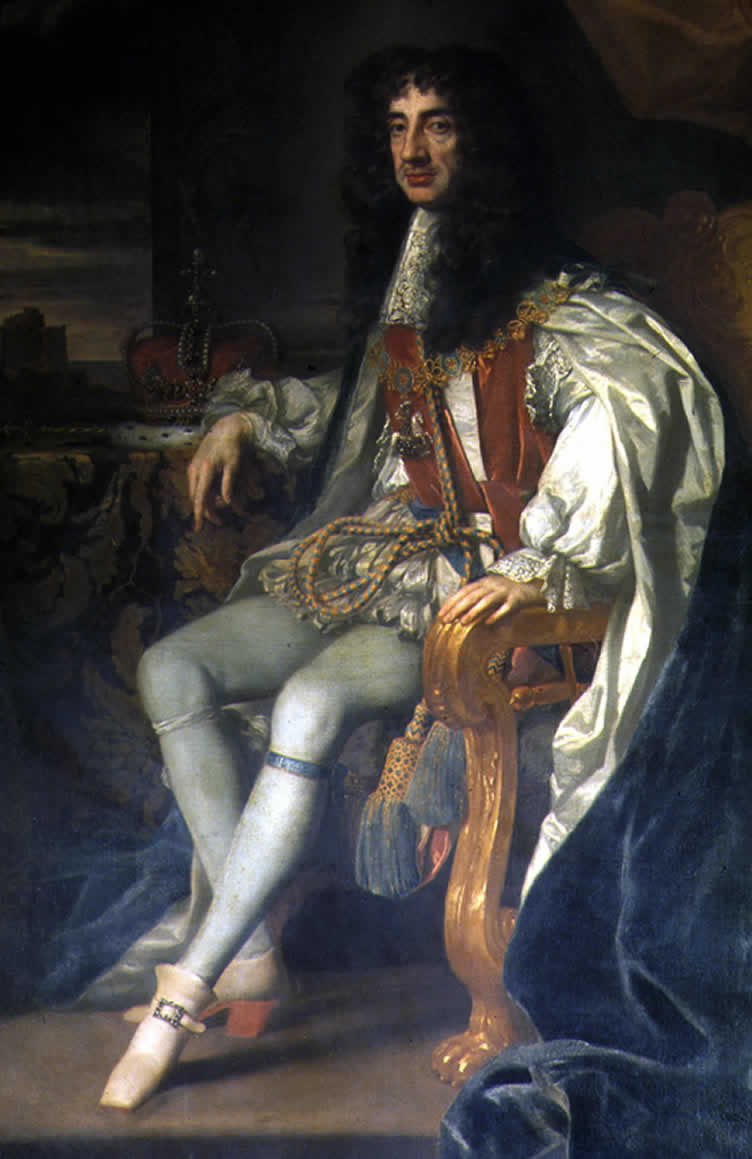
Kung Karl II av England, c. 1675
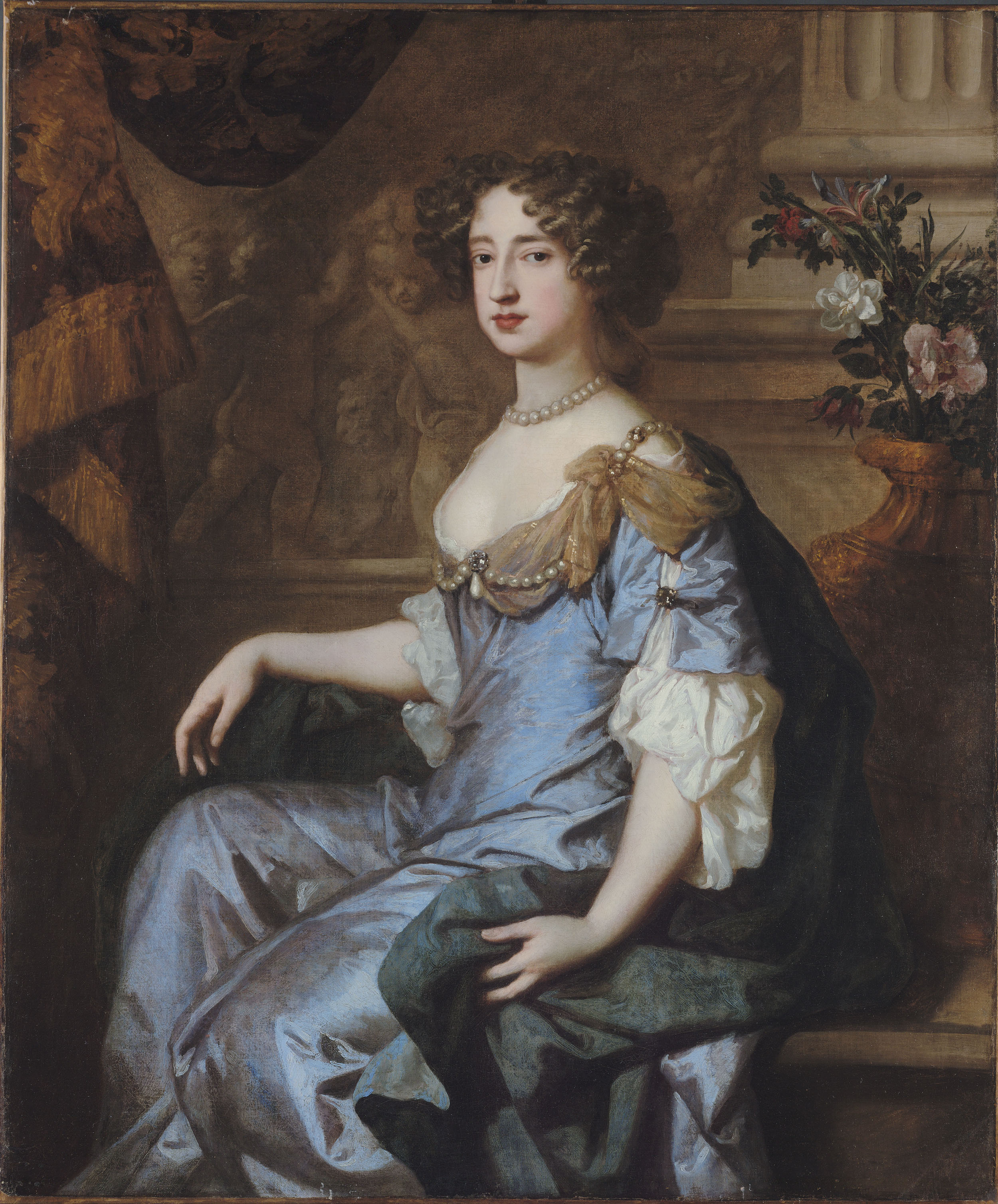
Drottning Maria II av England, c. 1677–80
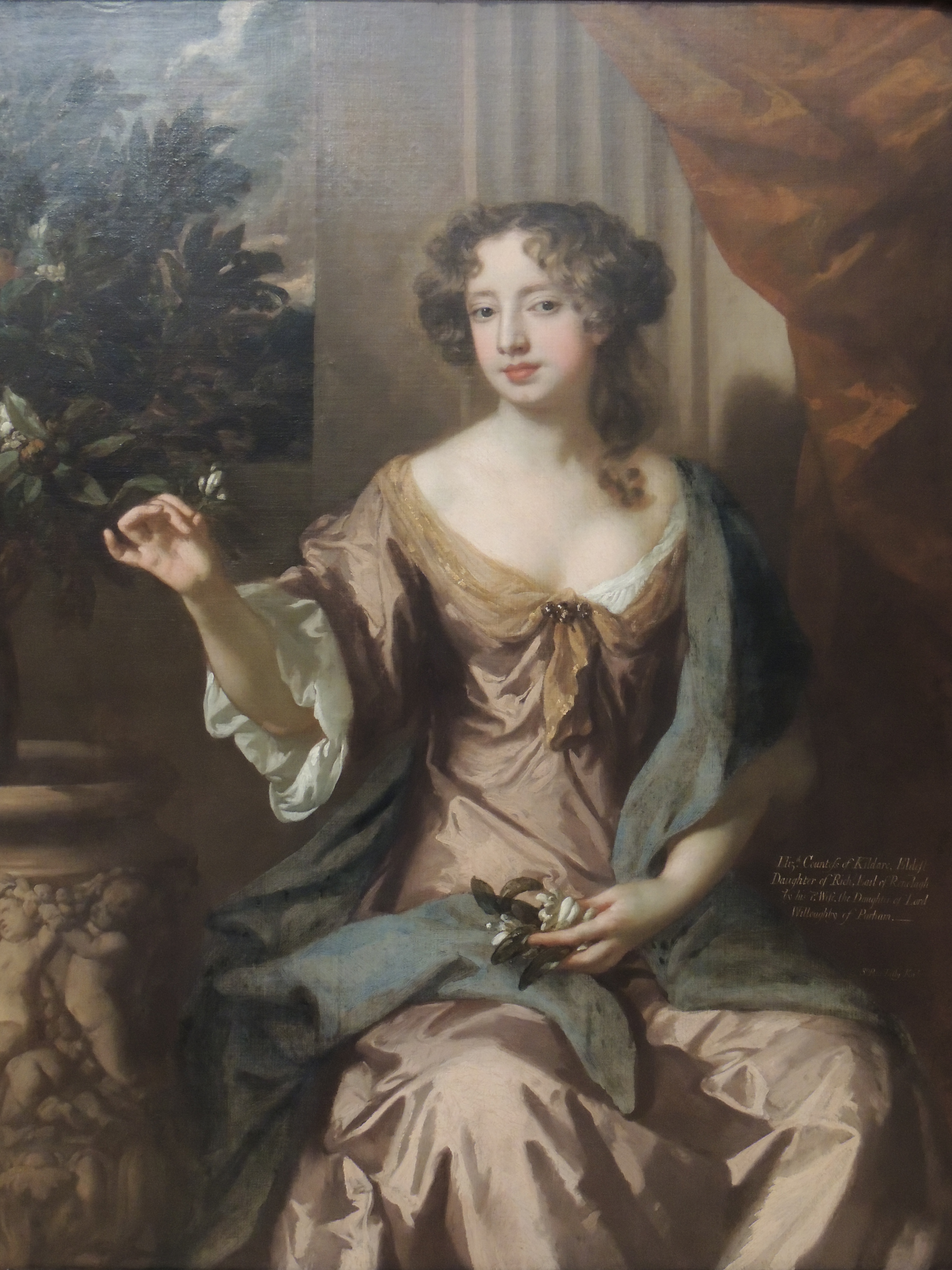
Elizabeth, grevinna av Kildare, c. 1679